# Club Luz y Fuerza de Necochea
O  Club Luz Y Fuerza,  é  uma agremiação poliesportiva argentina, da cidade de Necochea, com destaque para  o basquetebol e voleibol indoor, entre outros.

## Histórico

### Basquetebol
O projeto Luz y Fuerza surgiu alguns anos antes de sua grande consagração na história da Liga Nacional de Basquete, teve na representação de Misiones como província e pelo que depois foi transmitido daquela equipa que ficou registado na memória de todos.
Embora seus primórdios tenham se originado em território local, como todo projeto que se inicia, mais tarde o time participou dos Clubes Argentino e então deu o salto de qualidade, quando em 1992 foi promovido a TNA (Torneio Nacional de Acesso).
Assim participou na época 1992-93, na primeira disputa, onde terminou no décimo lugar e depois de perder com o Pico FC no primeiro jogo do playoff (3-2 na reclassificação). No ano seguinte melhorou, terminando em sexto e depois de ser eliminado contra o Siderca de Campana nas quartas de final (3-1). Até então, a equipe era comandada por Dante Collavino.Depois veio a mudança na liderança técnica, com a chegada de Rubén Magnano ao comando. O cordovão já foi campeão com o Atenas e fez parte da comissão técnica da seleção argentina, surgindo o Luz y Fuerza.
O time ganhou o campeonato contra o Atenas,  quando Rubén Magnano era adjunto da seleção e  foram jogar o Mundial no Canadá, mas quando voltou da viagem já não tinha equipe. E desempregado surge a possibilidade, com o mercado já muito avançado e quase fechado, de ir para a TNA dirigir o Luz y Fuerza. 
O time foi campeão com o Atenas em 1991-92, mas também, com outros títulos como o de Clubes Sul-Americanos em 1993 e em 1994, também com o grego. Depois do que foi noticiado anteriormente, acabou por ficar com a possibilidade de dirigir o clube missionário durante dois anos, um na TNA onde foi campeão e promovido, e outro já na elite, na Liga Nacional. E com Ale Lotterio saíram campeões. No ano seguinte disputaram a Liga Nacional  porque alcançaram a acesso de 1994-95.
A equipe foi montada com jogadores experientes dentro da categoria. Com Donald Jones como estrangeiro, já podíamos fazer uma referência clara às reivindicações da equipa, sabendo que o americano acabara de ganhar tudo em Atenas e que já tinha experiência na TNA na época anterior quando foi campeão com o Deportivo Valle Inferior (93/94), sendo o artilheiro.
Com Magnano na direção técnica, Lotterio como adjunto e Donald Jones como reforço, somaram-se outros craques como Pablo Hoya e Fernando Posseto, além de outros jovens importantíssimos como Lauro Mercado, Gustavo Monella, jovens Matías Tomatis, Miguel Zandomeni, Carlos Fernando Rodriguez, Raúl Tarnowyk e Matías Caramuto,  um grande time com Nano Posseto, Lauro Mercado, Monella, Matías Tomatis, Ayala um menino da missão, de 3-4 foi Tarnowyk, e Matías Caramuto que também ajudou a equipe. 
Tanto que Luz y Fuerza começou a temporada sem encontrar a sua melhor versão ainda, mas de qualquer forma, sendo sempre um dos grandes animadores daquela 1994/95. Ele passou a primeira fase como um dos líderes da área junto com La Unión de Colón e Regatas Mendoza, e enquanto na divisão sul íamos encontrar um candidato Obras. A segunda fase, no TNA 1, o time elétrico terminou acomodado e foi dominante, perdendo apenas um jogo nesse segundo turno e levando 1 a 1 do regular.Depois vieram os playoffs, com o plus do fator casa para os comandados de Magnano. Ultrapassaram o Libertad de Sunchales nas quartas de final (3 a 0), depois enfrentaram uma dura série contra o Obras nas semifinais (3 a 1), para chegar à grande final do título e promoção contra o Regatas Mendoza.
Uma emocionante série contra os homens de Mendoza, onde Luz y Fuerza conseguiu assumir a liderança por 77-69 no primeiro jogo. Surpreendentemente, os missionários renunciaram à sua localidade no segundo jogo, perdendo por 96-89. Com a chave empatada em 1 a 1, a história mudou e tudo parecia a favor do Regatas após vencer o terceiro jogo da final por 106 a 97. No entanto, fez o quarto jogo, contra uma pedra e um lugar difícil, vencendo apenas o suficiente, 72-69, e forçou um quinto ponto para definir tudo.
O último jogo foi uma verdadeira batalha. As duas equipes arriscaram tudo pelo único e grande prêmio da temporada: levar o título da categoria e consequentemente a promoção. Só um ia conseguir, e acabou por ser o Luz y Fuerza, depois de uma árdua disputa que só se definiu na última bola. Aquele 15 de junho de 1995, noite da consagração, foi gravado a fogo.Foi assim que o Luz y Fuerza acabou por se banhar em toda a glória do título e da promoção à Liga Nacional. Acabaria então jogando a temporada 95/96 na elite com alguns dos nomes que foram campeões na TNA (Posseto e Tarnowyk) além de outros jogadores importantes da nossa história como o estrangeiro Jerome Mincy, Mario Milanesio, entre outros.

### Voleibol
o início de outubro de 1996, a equipe Luz y Fuerza – Ciudad de Necochea foi convidada a participar daquela que foi a primeira Liga Nacional “A”, um inédito torneio federal unificado que buscava lançar as bases para o renascimento da este esporte, emulando a prolífica Liga Nacional de Basquete que surgiu nos anos oitenta. As boas campanhas que a equipa Necochense tem vindo a realizar nos últimos anos a nível nacional motivaram a Associação de Clubes a premiar a equipa com a sua inclusão. Seria a germinação do título histórico conquistado dois anos depois.
Marcelo "Popi" Carabajal é o nome que resume o esforço e a conquista desse reconhecimento. O atuante dirigente foi o primeiro a sonhar com isso e não duvidou que era a melhor forma de captar o trabalho que já vinha realizando há quatro anos no vôlei da cidade. No esporte, o Luz y Fuerza – Ciudad havia perdido uma final de promoção contra o UBT de San Juan alguns meses antes. A perda dos sanjuaninos abriu definitivamente as portas à nossa cidade. A uma equipa de jovens valores que foi mais longe do que o esperado, um prémio pelo trabalho de Hugo Fiorentino e Fernando Esparraguera, responsáveis pela gestão técnica.
Assim que a notícia foi conhecida, falou-se na formação de uma equipa competitiva, com reforços e formação da juventude local. O objetivo era um projeto de longo prazo e impor o nome de Necochea a nível nacional através do esporte. O sinal TyC Sports já tinha adquirido os direitos de transmissão televisiva de alguns jogos da nova Liga. A Prefeitura de Necochea, a Usina Cooperativa Popular e o Sindicato da Luz e do Poder forneceram apoio fundamental.
Em novembro, Carabajal acrescentou mais um pilar fundamental ao projeto. Jorge Bellendier, diretor técnico da seleção juvenil argentina, tornou-se o técnico de Luz y Fuerza para a Liga. Ele veio como assistente do selecionador do major, Daniel Castellani, nos Jogos Olímpicos de Atlanta daquele ano.
O experiente treinador levantou a necessidade de ter um plantel de 14 jogadores e começou a colocar nomes como reforços. Houve até especulações de que o próprio Esteban “Mono” Martínez, do Necochán e medalhista olímpico, então um dos melhores jogadores de vôlei de praia do mundo, entraria na fase de playoffs. Questionado pelo Ecos Diarios, em sua primeira visita à cidade, Bellendier ousou nomear dois atores locais para seguir e projetar, e deu exemplos de Osvaldo Amitrano e Pablo Meana. Logo seriam conhecidos em todo o país.
Após um atraso organizacional, um total de quatorze times finalmente formaram parte da primeira Liga Nacional em dezembro daquele ano, sete da Federação Metropolitana (Boca, Círculo Italiano, River Plate, Club de Amigos, Náutico Hacoaj, Vélez Sarsfield e Gimnasia e Cercas de Buenos Aires) e sete do interior do país (Obras Sanitárias de San Juan, Peñarol de Mar del Plata, União Casildense de Santa Fe, Mendoza de Regatas, Regatas de San Nicolás de los Arroyos, Sol de América de Formosa e equipa necochense).
A estreia histórica foi em casa contra o Mendoza de Regatas, no Piso Esportivo do Clube Rivadavia, palco repleto de tantas histórias gloriosas para o nosso esporte e que começava a escrever a sua com o vôlei. E foi um início vitorioso por um disputado 3-2, com placares parciais de 10-15, 15-8, 6-15, 15-12 e 15-13. Foi uma surpresa, pelo pouco tempo de preparação e pelo desconhecimento dos jogadores. O quadro de público era um tanto escasso, com ingressos gerais que custavam US$ 3. Bem longe daquelas arquibancadas lotadas que menos de dois anos depois explodiram na final contra o Ferro.
O elenco somou vários reforços, que logo abrigaríamos como nossos próprios jogadores, como o oposto Pablo Hebensdreit (do Vélez Sarsfield), o armador Agustín Fernández (ex-Universitário de San Juan), o oposto e central Gastón Álvarez (Pergamino) , o central Oscar Labrada (ex-alunos do Mar de Ajó), o central Javier Soldi (antiga Cidade de Buenos Aires) e o oposto Mauricio Canuto (ex-alunos do Mar de Ajó). A formação inicial da estreia foi Labrada, Fernández, Osvaldo Amitrano, Hebensdreit, Álvarez e Pablo Meana, que na época, como o mundo, nada sabia da posição de líbero que quatro anos depois o levaria à Seleção Argentina. Também entraram Soldi e “Rulo” Leandro García Mónaco, outro jovem da nossa cidade.
O torneio teve formato federal, separado em duas zonas, de um lado os elencos do Metropolitano e do outro os do interior. Luz y Fuerza cumpriu o primeiro objetivo de evitar os playoffs de rebaixamento e acabou avançando para os playoffs pelo título.Nas oitavas de final deu um golpe ao vencer o Club de Amigos por dois jogos a um na série, incluindo um grande triunfo em Buenos Aires.
A campanha culminou nas quartas de final, eliminado pelo Clube Italiano, por dois jogos a um. O primeiro campeão seria o Peñarol de Mar del Plata, que deu a surpresa ao vencer o Boca Juniors na final, disputada em abril de 1997. No ano seguinte, a glória iria para o Necochea, com a mesma base e somando mais a esse time titular, reforços da hierarquia, entre eles os brasileiros Castaldelli e Eloe. Nomes e sobrenomes que ficarão para sempre na história do nosso esporte.
Vinte anos depois daquela primeira Liga, e 18 anos depois da consagração Necochense, o presente bate-nos com a ausência a esse nível, o que sem dúvida dá mais valor a esse feito. Esse projeto não teve continuidade após o sucesso e se esgotou com a descida. Mas, ao mesmo tempo, estamos entusiasmados por voltar a viver algo assim, quando tantos meninos de Necochea nos representam hoje nas categorias de base, com o trabalho realizado pelo Huracán Club, com Pablo Meana como referência, e o Municipal Escola, onde continuam a estudar os meninos, os professores Hugo Fiorentino e Fernando Esparraguera. Nomes que seguem apostando em suas paixões e em Necochea.

## Títulos

### Basquetebol masculino
Campeonato Argentino: 
- Campeão: 1994-95

### Voleibol masculino
Campeonato Argentino: 
- Campeão: 1997-98

- Liga Sul-Americana de Clubes Campeões:
- Terceiro lugar: 1998[3]